# Via Priula
(Alvise Priuli, 1593.)
La via Priula è una strada del XVI secolo che collegava la città di Bergamo a quella di Morbegno (SO).
Di notevole importanza strategica e commerciale, la via Priula venne costruita tra il 1592 ed il 1593 per ordine del podestà di Bergamo Alvise Priuli.

## Situazione politica
In quel periodo la repubblica di Venezia, già sovrana sull'intera provincia di Bergamo dal 1428, avvertiva la necessità di aprire nuove vie commerciali con i territori del nord, tra cui il cantone dei Grigioni, suo alleato.
La comunicazione tra queste due zone infatti era difficile dato che per trasportare le merci bisognava aggirare la catena montuosa delle Orobie, passando da Lecco per il lago di Como, nel territorio del Ducato di Milano dominato dagli spagnoli.
Questo comportava il pagamento di ingenti dazi, a volte pari alla metà dell'intero carico, o addirittura il sequestro dei beni trasportati. Da qui la necessità di creare una nuova via di comunicazione volta a mantenere i trasporti all'interno dei territori di San Marco.

## Tracciato

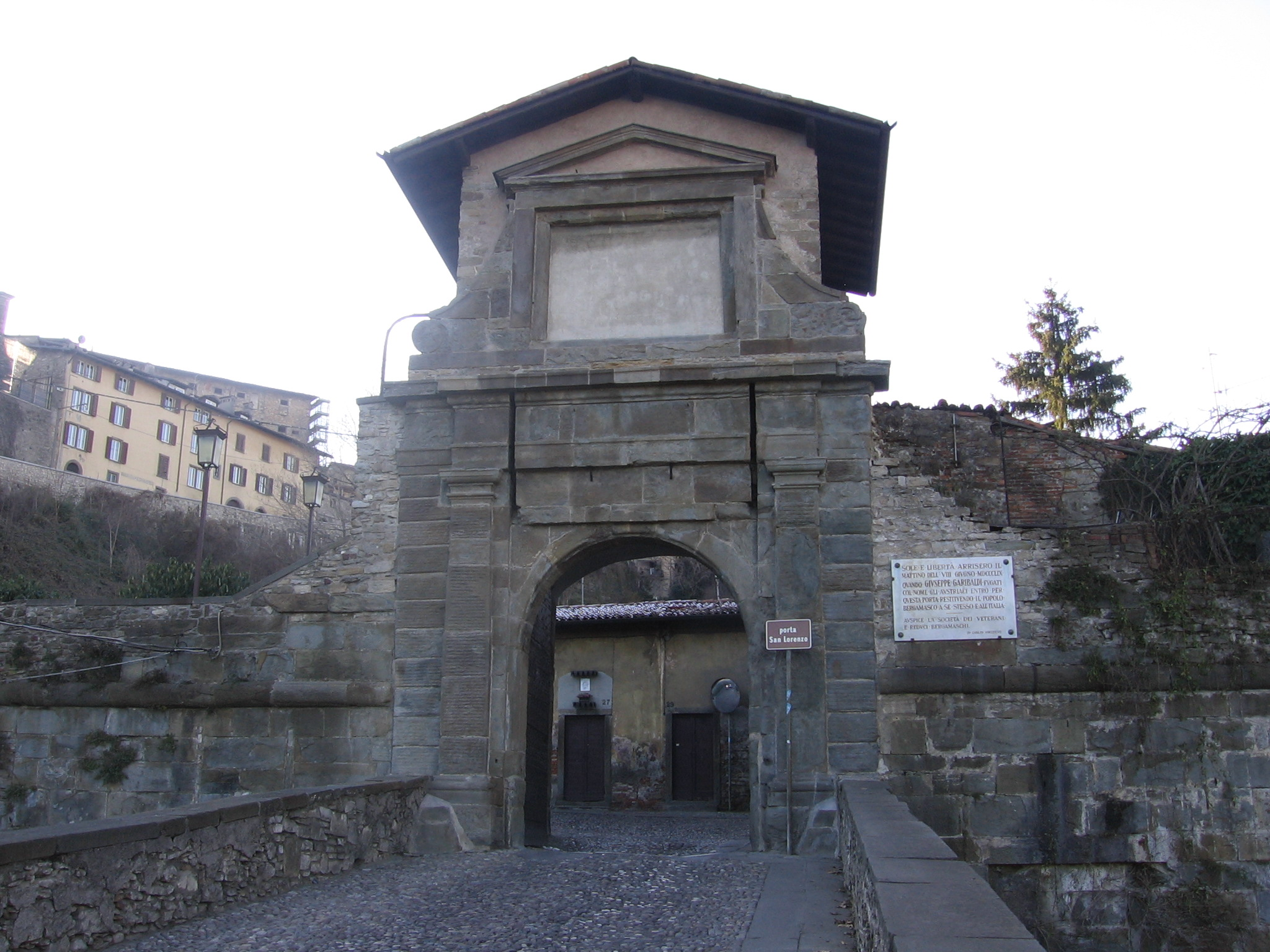
Porta San Lorenzo a Bergamo

Vennero fatti molteplici studi volti a individuare il tracciato ideale per tale opera che doveva superare la catena montuosa delle Orobie: la scelta cadde sulla val Brembana che, a differenza della val Seriana, presentava valichi montani più accessibili, vicini alla quota di 2000 m s.l.m.
E fu proprio ai 1991 metri di altitudine di un valico, ribattezzato passo di San Marco, posto tra i comuni di Mezzoldo ed Albaredo per San Marco, che la strada trovò la sua definitiva collocazione.
La strada partiva da Porta San Lorenzo (detta in seguito Porta Garibaldi) a Bergamo e risaliva la val Brembana superando le gole della zona di Sedrina, i paesi di Zogno, San Pellegrino e San Giovanni Bianco.

A Piazza la strada passava sotto a porticati ed antichi lavatoi, per poi raggiungere Olmo, quindi Mezzoldo (altitudine 835 metri) e poi salire, rapidamente superando un dislivello di oltre 1.000 metri fino al suddetto passo. La discesa verso la Valtellina toccava il paese di Albaredo, per arrivare rapidamente a Morbegno.

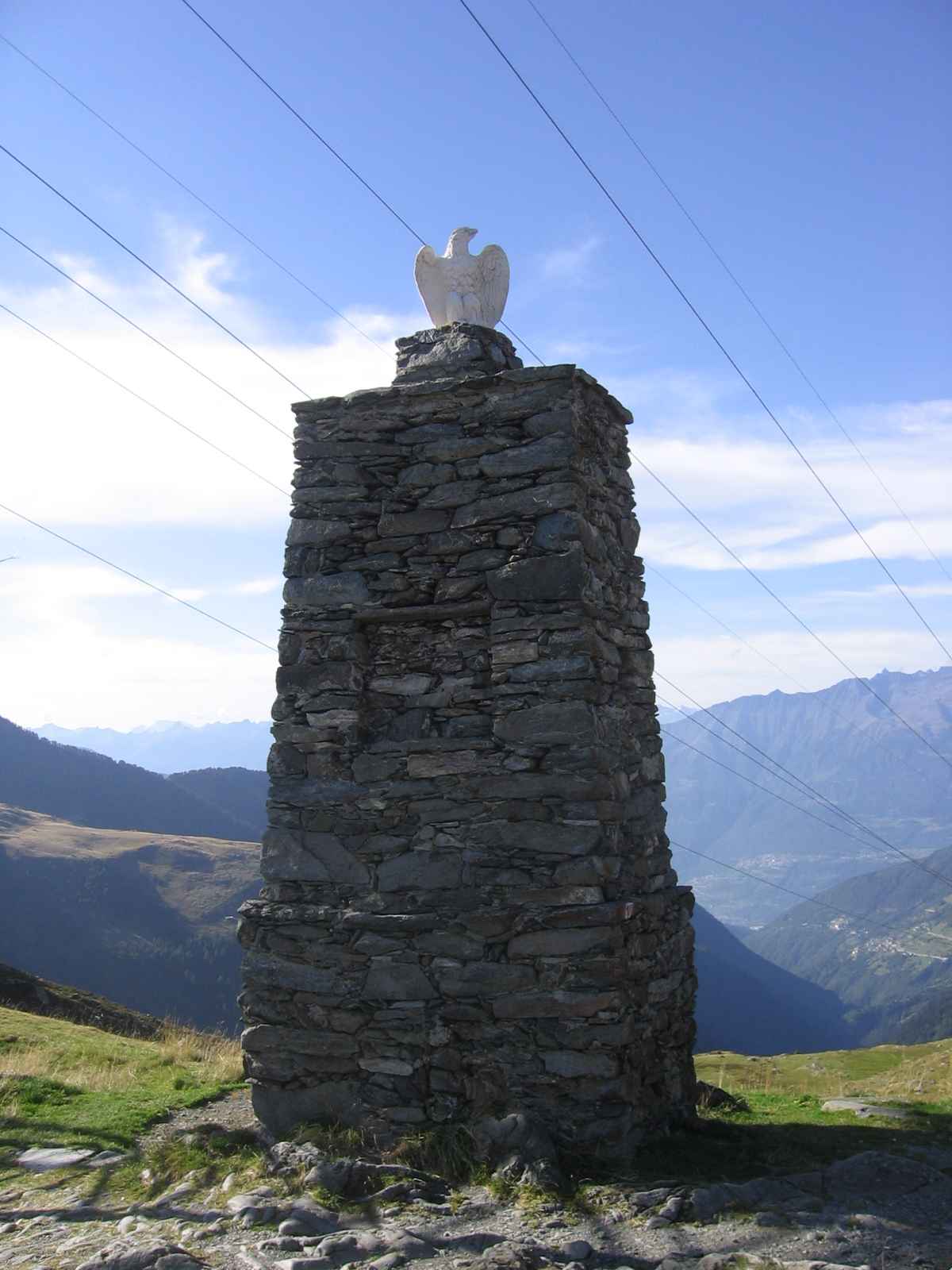
Cippo della Serenissima al Passo di San Marco

## La costruzione
La strada venne edificata ex novo, senza cioè utilizzare vecchi sentieri preesistenti, con partenza dalla città di Bergamo ed arrivo a Morbegno, da cui era possibile raggiungere i Grigioni tramite la Valmalenco, oppure tramite la cosiddetta "Strada dei cavalli" in Valchiavenna.
I costi, inizialmente previsti nell'ordine di 2000 ducati, aumentarono fino a quadruplicare, raggiungendo la cifra finale di 8200 ducati. Per recuperare i soldi impiegati per l'opera, la Serenissima decise di applicare una gabella aggiuntiva alle zone interessate dall'opera che, oltre alla manutenzione, si dovettero quindi sobbarcare ingenti oneri, aumentando notevolmente il malcontento.
Il progetto prevedeva inoltre la costruzione di una casa per ospitare i viandanti, in prossimità del passo di San Marco. Questo edificio è tuttora utilizzato come rifugio con il nome di Rifugio Cà San Marco situato a 1830 di altitudine, nell'odierna provincia di Bergamo.

### Le chiavi della Botta

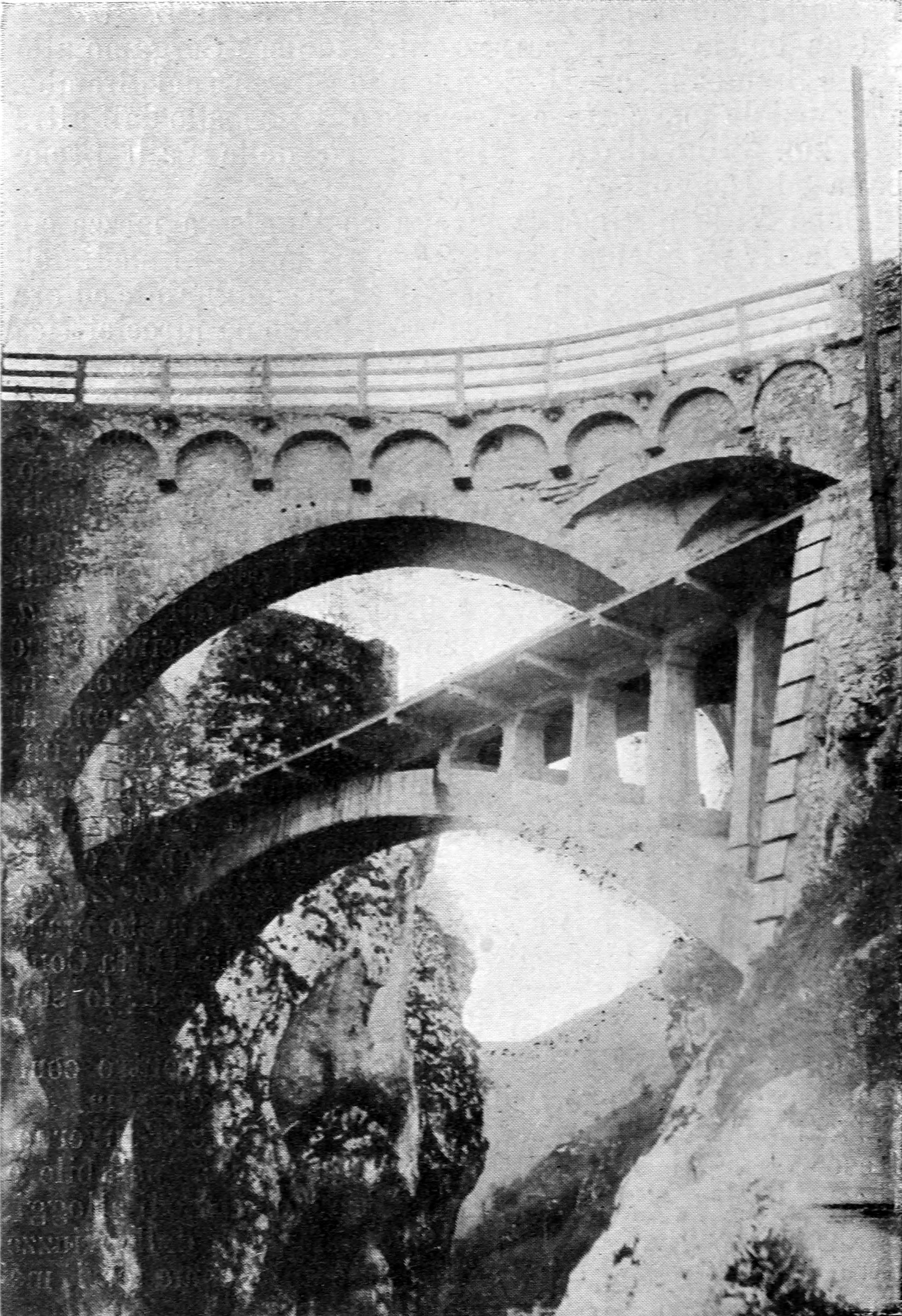
I ponti di Sedrina nell'800, laddove sorgevano le chiavi della Botta

Un'opera fondamentale per la realizzazione della strada furono indubbiamente le chiavi della Botta.
Queste si erano rese necessarie per superare uno strapiombo di roccia a picco sul fiume Brembo tra i paesi di Villa d'Almè e Sedrina, in località Botta.
Questa barriera naturale aveva impedito il passaggio a chiunque nei secoli precedenti, tanto che per collegare i due paesi si doveva percorrere un angusto sentiero sui monti sovrastanti. Le carovane invece evitavano questi paesi percorrendo la via Mercatorum, più lunga ma molto più comoda, che da Nembro (in val Seriana) portava a San Giovanni Bianco.
Fu quest'opera assai ardita a togliere dall'isolamento commerciale (e non solo) i paesi limitrofi.
Secondo studiosi bergamaschi, tra cui Bortolo Belotti, le chiavi erano costituite da una serie di archi appoggiati alla parete di roccia e fissati a essa tramite delle catene, su cui passava la strada.
Un tratto lungo soltanto 200 metri, tanto indispensabile quanto pericoloso, poiché soltanto un piccolissimo muretto, alto pochi centimetri, proteggeva commercianti, viandanti, animali e carichi al seguito, dal precipizio.
La costruzione dell'opera comportò infatti ingenti perdite tra gli operai, a causa dei cedimenti di piccole parti di parete e fatali distrazioni che si trasformavano in tragedia.
(Giovanni Maironi da Ponte, 1803)
Si tratta però di supposizioni date da citazioni e descrizioni, poiché quest'opera è andata perduta con il passare degli anni, a causa della mancata manutenzione della strada dopo la crisi della repubblica di Venezia.
Piccole frane e cedimenti resero infatti inagibile quest'opera che venne abbandonata, a favore di un'altra più moderna ed accessibile.
Collegamenti tra Bergamo e Valle Brembana prima della Priula
Si è spesso affermato che fino alla costruzione della Priula alla fine del Cinquecento, era  impossibile aggirare gli strapiombi rocciosi sul Brembo a Botta e a Sedrina. Tale affermazione è ormai definitivamente sfatata in relazione alla documentata esistenza di altre strade che transitavano sia in quota e sia sul fondovalle brembano.
- Esisteva una mulattiera che passava per Romacolo, saliva a Poscante, quindi superava la Forcella di Nese e scendeva a Olera, in Val Seriana, quindi raggiungeva Bergamo passando per Alzano.
- C’era inoltre la strada che da Zogno saliva a Endenna, poi a Miragolo, passava per Salmezza e Selvino e scendeva ad Albino.
- Da Zogno si poteva poi raggiungere Bergamo passando per il Canto Basso, via Poscante e scendendo a Ponteranica e Sorisole.
- Una strada importante permetteva di collegare Zogno ad Almenno lungo la sponda destra del Brembo: partiva da Zogno, saliva a Ca’ Paiana, sopra le attuali Grotte delle Meraviglie, raggiungeva la sponda sinistra della Val Brembilla e l’attraversava all’incirca all’altezza del ponte detto del Capèl, quindi si dirigeva verso Almenno, superando a Clanezzo il ponte sull’Imagna, detto di Attone, un manufatto in pietra ad arcata unica, poggiante su due speroni di roccia, costruito tuttavia qualche secolo dopo l’epoca di Attone (che visse nel X secolo) in sostituzione di un altro più antico in legno.
- Vi era anche una strada tracciata sulla sponda sinistra del Brembo che da Romacolo saliva a Piazza de’ Monaci, quindi proseguiva per Stabello e raggiungeva Sedrina e poi Botta, superando in alto le rocce che scendono a strapiombo sul fiume.
- Ci doveva essere già nel medioevo anche una strada che passava più vicina al Brembo, sempre in sponda sinistra, superando il fiume sul ponte di Sedrina. Da Zogno si raggiungeva questo ponte mediante una strada che partiva dal Rissolo e passava per Ca’ Panizzolo e Linzogno. Questa via è citata anche negli Statuti di Bergamo del 1331 e nelle successive edizioni.

## La via Priula oggi

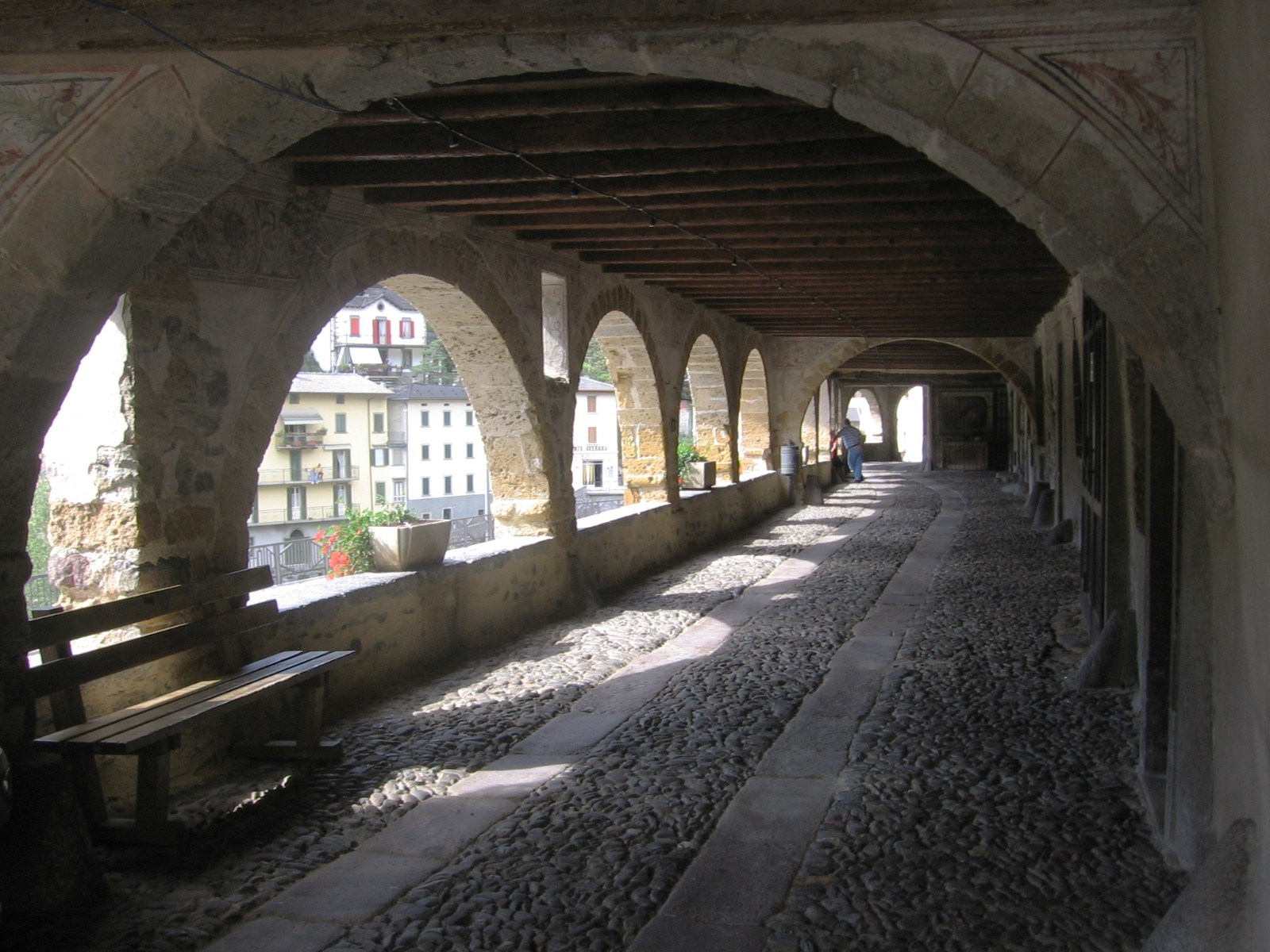
La Via Mercatorum porticata (ad Averara)

La via Priula svolse egregiamente il suo compito di direttrice dei commerci tra le due zone fino al XVIII secolo quando, a causa dei cambiamenti politici verificatisi nella regione, in primis con il disfacimento della Repubblica di Venezia con il Trattato di Campoformio, venne sempre meno utilizzata, fino a cadere in uno stato di inutilizzo che l'ha portata fino ai giorni nostri in condizioni di assoluto degrado.
Soltanto recentemente, le varie amministrazioni locali si sono interessate al recupero di questa antica via che li attraversava, cercando di promuovere itinerari che la rivalorizzassero al meglio.
Tra questi si segnalano due lunghi tratti: il primo in val Brembana, dove da Mezzoldo si può salire fino alla Cà San Marco, in un itinerario con notevole dislivello ma molto gratificante; il secondo che porta da Albaredo per San Marco, in provincia di Sondrio, nella valle del Bitto.

## Citazioni
(epigrafe del comune di Averara, 1950)

L'epigrafe lascia intendere che si tratti della via Priula ("per volere di Alvise Priuli",cit.);  in realtà si tratta della vecchia via Mercatorum. La via Priula infatti seguì un diverso e tracciato, tagliando completamente fuori dai traffici il comune di Averara,  a favore di un tracciato diretto passante da Olmo al Brembo  fino a Mezzoldo e poi verso il Passo San Marco.
(Alvise Priuli,  relazione al Senato della Serenissima, 1593)